# コラプ山

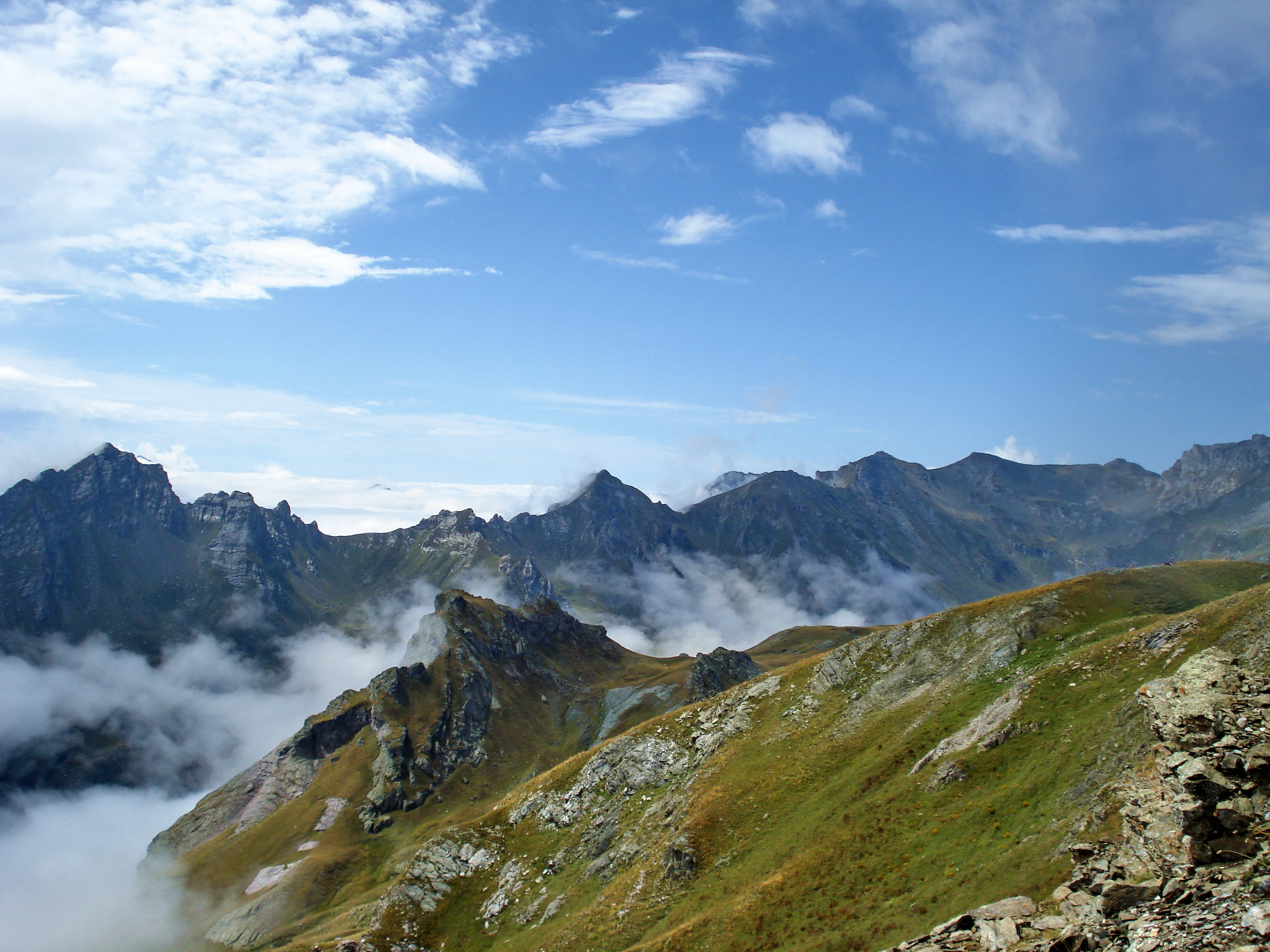
マケドニア側の景観

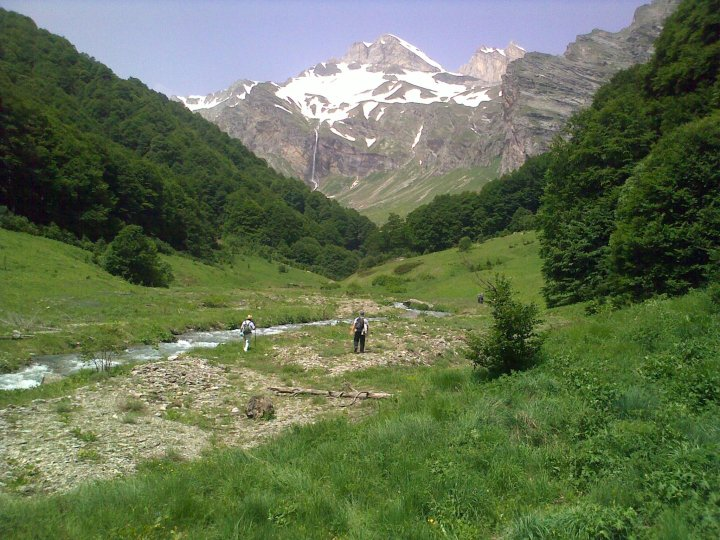
渓谷より観る遠方の滝

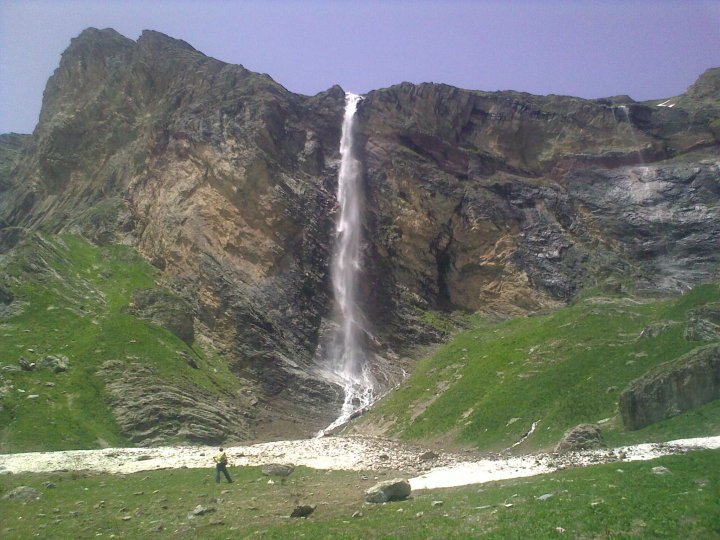
コラプ滝

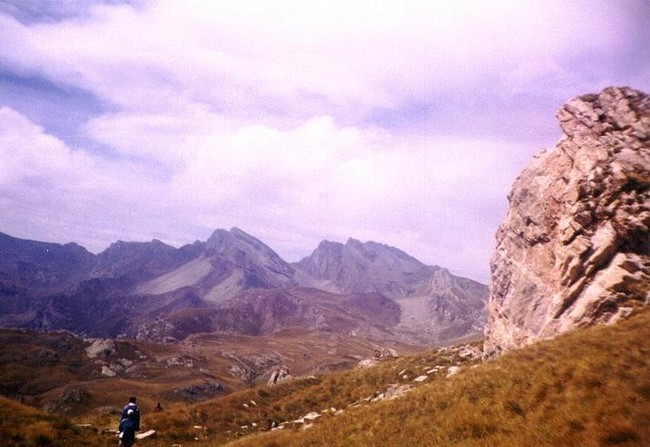
コラプ山の景観

コラプ山（アルバニア語: Maja e Korabit または Mali i Korabit、マケドニア語: Голем Кораб、Golem Korab）は、アルバニアとマケドニア国境に位置する、両国において最も高い山である。シャル山地に隣接し、マケドニアの国章にもコラプ山が描かれている。2011年、アルバニアはこの区画を国立公園（Korab-Koritnik Natural Park）に指定した。

## 地理
コラプ山脈は、シャル山地南西のアルバニア・マケドニア・コソボ三国の境界付近に位置し、ブラックドリン川の下流部と支流のラディカ川に挟まれた、南北方向に40キロ以上広がる山脈である。山頂はアルバニア・マケドニア両国の境界を成し、中央山塊は岩塊として、主にペルム紀-三畳紀境界の激しく損傷した石膏と、古生代の頁岩と石灰岩から成る。山の北側はごつごつした岩で構成され、西側は岩壁の急斜面となっている。南東へと伸びる岩稜帯に広がる草原は羊の放牧に利用される。
コラプ山頂に加えて、二番目に高い峰でほぼ同じ高さに達する標高2756メートルのコラプIIが、コラプ山頂より北西へ150メートルのアルバニア領内にあり、さらに同じ尾根の上に標高2700メートルを超えるコラプIII等の副峰が存在するなど、双子の峰の北側には、ほぼ等しい高さを持つ多くの無名の峰がある。約2キロメートル南西に標高2727メートルのコラプゲーツ峰と、その数百メートル南には、わずかに低い標高2718メートルの別の峰（Maja e Moravës）がある。
マケドニア側のラディカ渓谷では、山頂部のブロック状の岩塊が放射状にところどころ裂かれ、最大で標高差500メートルに達する急斜面を見せる。岩塊の上は2000メートル級の高地気候で高山植生が広がる。そこから渓谷へと落ちるコラプ滝は、落差が130メートル以上あり、雪解けの季節にはマケドニア国内最大の流量に達する。
マケドニア側からの登山には、内務省から発給されるアルバニア国境領域への入域許可証が必要とされるが、許可を受けずに登る者もいる。

### 峰
周辺には、2,000メートルを超える峰を複数持つ。
- コラプ 2,764 m (9,068 ft)
- コラプII (名称なし) 2,756 m (9,042 ft)
- コラプIII (名称なし) 2,724 m (8,937 ft)
- コラプゲーツ 2,727 m (8,947 ft)
- Maja e Moravës 2,718 m (8,917 ft)
- Shulani i Radomirës 2,716 m (8,911 ft)
- スモールコラプ 2,683 m (8,802 ft)

### 峠
コラプ山塊には、主に2つの峠がある。
- リトルコラプゲート 2,465 m (8,087 ft)
- ビックコラプゲート 2,062 m (6,765 ft)

## 登山
アルバニア側から山に登ることに対する形式的な規制はない。近年における地域の治安は安全で安定している。ふもとのラドミラ村まで車で行くことができるが、路面の状態は、車高のある4輪駆動車が必要とされる程度で良好ではない。最新の正確な地図がないため、現地での道案内に苦慮するほか、登山者は野犬から身を守る必要性が生じている。
マケドニアの首都スコピエで毎年9月には、コラプ山岳会によって国際的な探索登山が計画される。